# Amon Amarth
Amon Amarth – grupa muzyczna powstała w Szwecji w miejscowości Tumba w 1992 roku grająca melodic death metal. Nazwa grupy wywodzi się od tolkienowskiej Góry Przeznaczenia (w sindarinie: Amon Amarth). Zespół nawiązuje w swoich tekstach do mitologii skandynawskiej oraz podbojów wikingów i ich walki.

## Historia

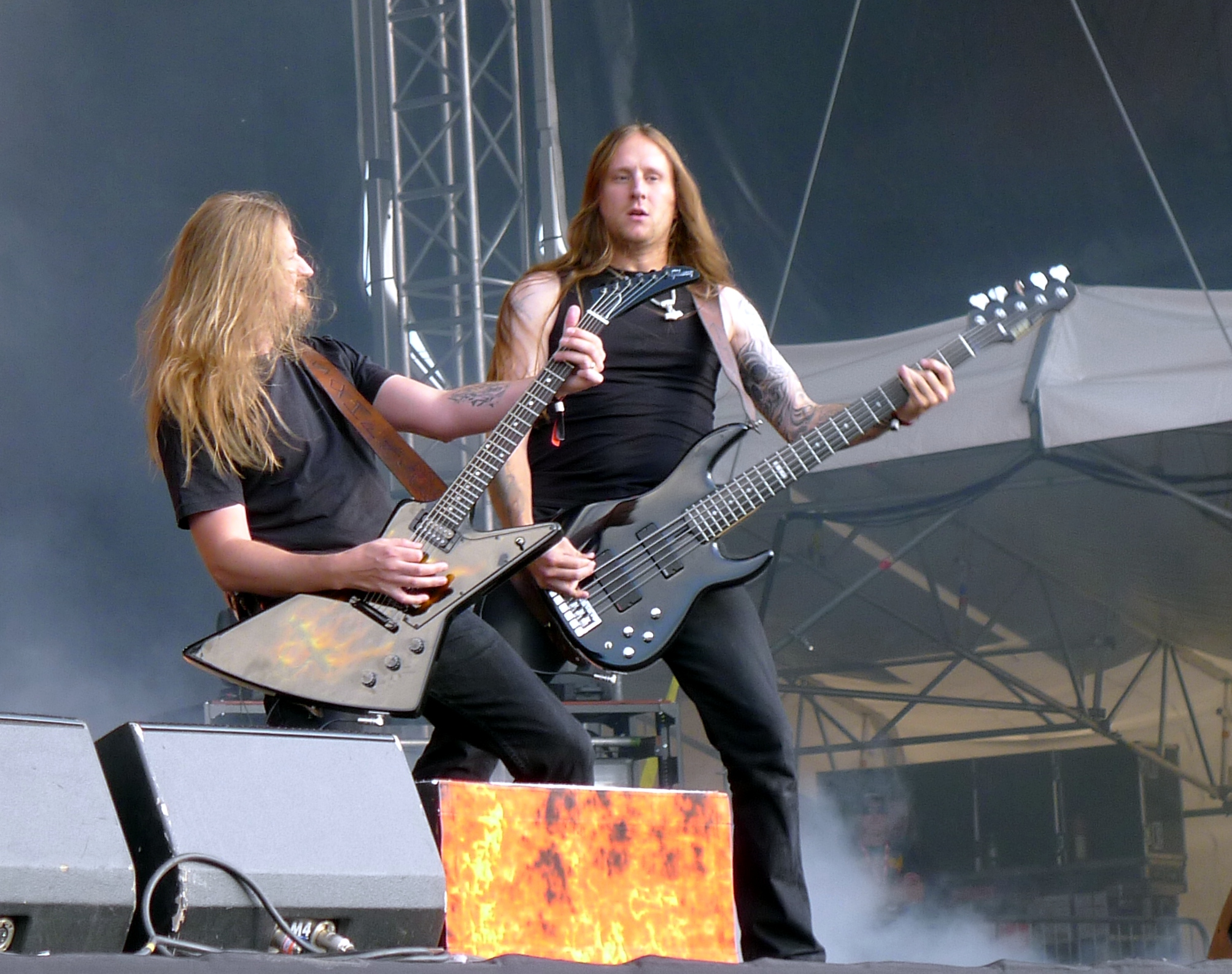
Amon Amarth, 2011

Pierwotnie zespół nazywał się Scum. W 1988 roku, Scum wydał jedyne swoje demo. W 1992 roku nazwa grupy została zmieniona na Amon Amarth. Zespół nagrywał dema i grał lokalne koncerty, dochodziło także do częstych zmian składu. W 1996 roku Pulverized Records wydał ich MCD Sorrow Throughout the Nine Worlds. Grupa szybko stała się rozpoznawalna w metalowym podziemiu, zyskali również kontrakt z renomowaną wytwórnią Metal Blade Records. W 1998 roku zostaje nagrany debiutancki album Once Sent from the Golden Hall. Amon Amarth koncertował z takimi zespołami jak Deicide, Six Feet Under czy Brutal Truth.
W tym samym roku perkusista Martin Lopez odszedł od zespołu i dołączył do Opeth. Jego miejsce zajął Fredrik Andersson (wcześniej w A Canorous Quintet). Zespół nagrał kolejne dwa albumy: The Avenger (1999) i The Crusher (2001). W przeciągu dwóch lat dzielących te wydawnictwa Amon Amarth koncertował po Europie dzieląc scenę z takimi grupami jak Marduk, Vader czy Morbid Angel. W 2002 roku wyruszył w trasę po USA. W tym samym roku wydana została czwarta płyta zatytułowana Versus the World. W ramach promocji zespół odbył 3 trasy po Ameryce Północnej i 2 po Europie.
W 2004 roku ukazał się Fate of Norns. Zawierał on jeden z najbardziej rozpoznawalnych utworów grupy: „The Pursuit of Vikings”, do którego powstał też teledysk. Amon Amarth po raz kolejny ruszył w trasę, promując album w Ameryce Północnej i Europie, odwiedzając także nowe miejsca jak Islandia, Polska, Chorwacja, Irlandia. Grał również na Wacken Open Air Festival. Rok później ukazało się pierwsze DVD zespołu Wrath of the Norsemen, zawierające trzy płyty z pełnym zapisem pięciu koncertów. W 2006 roku grupa nagrała kolejny, szósty album studyjny, With Oden on Our Side. W listopadzie tego samego roku wraz z Wintersun i Týr koncertowałą po Europie, zaś w grudniu odbyła trasę po USA wraz z Children of Bodom, Sanctity i Gojira. W następnym roku również zagrała koncerty w Europie i Ameryce Północnej.
W styczniu 2008 roku death metalowcy wyruszyli w trasę po Australii i Nowej Zelandii. 12 lipca zagrali na Masters of Rock Festival w Czechach. W tym samym roku został wydany Twilight of the Thunder God. Album zebrał bardzo dobre recenzje, został również wybrany albumem miesiąca w kilku renomowanych gazetach, m.in. „Rock Hard” (Niemcy) czy „Metal Hammer” (Niemcy). Zespół wyruszył w trasę po Ameryce Północnej (1 października – 21 października) oraz w europejską trasę nazwaną Unholy Alliance Part III Tour wraz z grupami: Slayer, Trivium i Mastodon (27 października – 27 listopada). W marcu 2009 roku odbyła się trasa po Europie wraz z Obituary, Legion of the Damned i Keep of Kalessin w ramach Full of Hate Festival.
W 2017 roku zagrali na 23. Przystanku Woodstock. W marcu 2018 roku wyruszyli w trasę po Australii, supportował im zespół Sabaton. Potem jako support Sabatonu wyruszyli w trasę po Japonii. 3 maja 2019 roku zespół nagrał nowy album „Berserker”. To jedenasty album w historii grupy. Wydany przez Metal Blade Records. Jednakże najnowszy album grupy został jednocześnie wydany przez Sony Music.

## Dyskografia

### Albumy studyjne
| Rok                            | Tytuł                                                                                        | Pozycja na liście | Pozycja na liście | Pozycja na liście | Pozycja na liście | Pozycja na liście | Pozycja na liście | Pozycja na liście | Pozycja na liście | Sprzedaż        |
| Rok                            | Tytuł                                                                                        | DEU               | SWE               | AUT               | FIN               | FRA               | CHE               | NLD               | USA               | Sprzedaż        |
| ------------------------------ | -------------------------------------------------------------------------------------------- | ----------------- | ----------------- | ----------------- | ----------------- | ----------------- | ----------------- | ----------------- | ----------------- | --------------- |
| 1996                           | Sorrow Throughout the Nine Worlds (EP) - Data: 5 kwietnia 1996 - Wydawca: Pulverised Records | –                 | –                 | –                 | –                 | –                 | –                 | –                 | –                 |                 |
| 1998                           | Once Sent from the Golden Hall - Data: 12 lutego 1998 - Wydawca: Metal Blade Records         | –                 | –                 | –                 | –                 | –                 | –                 | –                 | –                 |                 |
| 1999                           | The Avenger - Data: 2 września 1999 - Wydawca: Metal Blade Records                           | –                 | –                 | –                 | –                 | –                 | –                 | –                 | –                 |                 |
| 2001                           | The Crusher - Data: 8 maja 2001 - Wydawca: Metal Blade Records                               | –                 | –                 | –                 | –                 | –                 | –                 | –                 | –                 |                 |
| 2002                           | Versus the World - Data: 18 listopada 2002 - Wydawca: Metal Blade Records                    | –                 | –                 | –                 | –                 | –                 | –                 | –                 | –                 |                 |
| 2004                           | Fate of Norns - Data: 6 września 2004 - Wydawca: Metal Blade Records                         | 31                | –                 | 56                | –                 | –                 | –                 | –                 | –                 |                 |
| 2006                           | With Oden on Our Side - Data: 22 września 2006 - Wydawca: Metal Blade Records                | 21                | 21                | 27                | –                 | –                 | –                 | –                 | –                 |                 |
| 2008                           | Twilight of the Thunder God - Data: 27 września 2008 - Wydawca: Metal Blade Records          | 6                 | 11                | 14                | 10                | 116               | 21                | 87                | 50                | - USA: 11 tys.+ |
| 2011                           | Surtur Rising - Data: 29 marca 2011 - Wydawca: Metal Blade Records                           | 8                 | 8                 | 12                | 16                | 146               | 20                | 62                | 34                | - USA: 15 tys.+ |
| 2013                           | Deceiver of the Gods - Data: 24 czerwca 2013 - Wydawca: Metal Blade Records                  | 3                 | 9                 | 7                 | 12                | 67                | 9                 | –                 | 19                | - USA: 17 tys.+ |
| 2016                           | Jomsviking - Data: 25 marca 2016 - Wydawca: Metal Blade Records                              | 1                 | 5                 | 1                 | 4                 | 38                | 3                 | 35                | 19                | - USA: 20 tys.+ |
| 2019                           | Berserker - Data: 3 maja 2019 - Wydawca: Metal Blade Records                                 |                   |                   |                   |                   |                   |                   |                   |                   |                 |
| 2022                           | The Great Heathen Army - Data: 5 sierpnia 2022 - Wydawca: Metal Blade Records                |                   |                   |                   |                   |                   |                   |                   |                   |                 |
| „–” pozycja nie była notowana. |                                                                                              |                   |                   |                   |                   |                   |                   |                   |                   |                 |

### Inne
| Rok  | Tytuł |
| ---- | --- |
| 1993 | Thor Arise (demo) - Data: 1993 - Wydawca: brak (wydanie własne)                                                                                  |
| 1994 | The Arrival of the Fimbul Winter (demo) - Data: 1994 - Wydawca: brak (wydanie własne)                                                            |
| 2004 | Seven Gates of Horror – A Tribute to Possessed (różni wykonawcy) - Data: 18 maja 2004 - Wydawca: Karmageddon Media                               |
| 2004 | Fate of Norns Release Shows (split z grupą Fragments of Unbecoming, Disillusion, Impious) - Data: 4 września 2004 - Wydawca: Metal Blade Records |
| 2010 | Greatest Hits – Hymns to the Rising Sun (kompilacja) - Data: 8 września 2010 - Wydawca: Metal Blade Records                                      |

## Wideografia
| Rok  | Tytuł                                                                           | Pozycja na liście | Certyfikat          |
| Rok  | Tytuł                                                                           | DEU               | Certyfikat          |
| ---- | ------------------------------------------------------------------------------- | ----------------- | ------------------- |
| 2005 | Wrath of the Norsemen (DVD) - Data: 29 maja 2005 - Wydawca: Metal Blade Records | 91                | - RIAA: złota płyta |

## Teledyski
| Rok  | Tytuł                         | Reżyseria                     | Album                       |
| ---- | ----------------------------- | ----------------------------- | --------------------------- |
| 2002 | „Death in Fire”               | –                             | Versus The World            |
| 2004 | „The Pursuit of Vikings”      | Philipp Hirsch, Heiko Tippelt | Fate Of Norns               |
| 2006 | „Runes to My Memory”          | Bill Aestheti                 | With Oden On Our Side       |
| 2007 | „Cry of the Black Birds”      | William C. Schacht            | With Oden On Our Side       |
| 2008 | „Twilight of the Thunder God” | Dariusz Szermanowicz          | Twilight of the Thunder God |
| 2009 | „Guardians of Asgaard”        | Dariusz Szermanowicz          | Twilight of the Thunder God |
| 2011 | „Destroyer of the Universe”   | David Brodsky                 | Surtur Rising               |
| 2013 | „As Loke Falls” (lyric video) | –                             | Deceiver of the Gods        |
| 2014 | „Father of the Wolf”          | Ramon Boutviseth              | Deceiver of the Gods        |
| 2014 | „Deceiver of the Gods”        | Sören Schaller                | Deceiver of the Gods        |

## Nagrody i wyróżnienia
| Rok  | Kategoria                      | Tytułem                         | Nagroda                         | Nota      | Źródło |
| ---- | ------------------------------ | ------------------------------- | ------------------------------- | --------- | ------ |
| 2009 | Breakthrough Artist            | Amon Amarth                     | Metal Hammer Golden Gods Awards | Laur      | [ 21 ] |
| 2009 | Best International Band        | Amon Amarth                     | Metal Hammer Golden Gods Awards | Nominacja | [ 22 ] |
| 2009 | Shredder(s)                    | Johan Söderberg, Olavi Mikkonen | Metal Hammer Golden Gods Awards | Nominacja | [ 22 ] |
| 2013 | Dimebag Darrell Shredder Award | Johan Söderberg, Olavi Mikkonen | Metal Hammer Golden Gods Awards | Nominacja | [ 23 ] |